# Les Intrus (film, 1972)
Pour les articles homonymes, voir Les Intrus.
Pour plus de détails, voir Fiche technique et Distribution.
Les Intrus est un film français réalisé par  Sergio Gobbi et sorti en 1972.
Charles Aznavour qui a participé au scénario y tient le rôle principal. Sa fille Katia y tient son premier rôle à l'âge de 2 ans.

## Synopsis
Charles Bernard, grand chirurgien, revient de croisière avec sa femme Françoise et leur fillette de trois ans, Viviane. Arrivés dans leur villa de la Napoule, ils se retrouvent face à un inconnu qui menace de tuer la fillette de Bernard à moins qu'il lui remette 100 millions de francs en espèces, alors que son complice, Albert, tient l'enfant au-dessus du vide. Dans l'impossibilité de s'opposer aux deux bandits qui ont pris de nombreuses précautions, Bernard obtempère. Il prend donc l'avion avec l'inconnu dès le lendemain, afin de retirer la somme réclamée à la banque, tandis que le complice est chargé de surveiller la femme et la fille. Bernard apprend que sa femme s'est fait violer, ce qui anime sa volonté de se venger des deux truands responsables de cet acte odieux. Après de nombreuses péripéties, il récupérera saine et sauve sa fillette et tuera les ravisseurs et maîtres chanteurs.

## Fiche technique
- Titre anglais : The Intruders
- Réalisation : Sergio Gobbi
- Scénario : Charles Aznavour, Sergio Gobbi
- Production : Paris Cannes Production[2]
- Société de distribution : Parafrance
- Photographie : Daniel Diot
- Musique : Georges Garvarentz
- Montage : Gabriel Rongier
- Durée : 90 minutes
- Date de sortie : 18 février 1972
- Affiche : Michel Landi (France)

## Distribution
- Charles Aznavour : Charles Bernard
- Marie-Christine Barrault : Françoise
- Raymond Pellegrin : Frédéric Personne
- Katia Aznavour : Viviane
- Albert Minski : Albert / Hood
- Romuald : Marc
- Denise Glaser : Denise
- Léon Zitrone : le journaliste